# Yellow Monsters
A Yellow Monsters (hangul: 옐로우 몬스터즈) dél-koreai rockegyüttes volt, amelyet 2010-ben alapított I Jongvon, Han Dzsinjong és Cshö Dzsehjok.

## Az együttes tagjai
- I Jongvon (hangul: 이용원, 1980. augusztus 23. – ?) — ének, gitár

- A Gumx nevű együttes frontembere.

- Han Dzsinjong (hangul: 한진영, 1976. február 7. – ?) — basszusgitár, ének

- A My Aunt Mary nevű együttes basszusgitárosa.

- Cshö Dzsehjok (hangul: 최재혁, 1975. április 1. – ?) — dobok, ének

- A Yellow Monsters előtt a Deli Spice nevű együttes dobosa volt.

## Diszkográfia

### Stúdióalbumok
- Yellow Monsters (2010)
- Riot! (2011)
- Red Flag (2013)

### Kislemezek
- Benjamin (hangul: 벤자민?) (2011)
- Munszaram (hangul: 눈사람?) (2012)

### Középlemezek
- We Eat Your Dog (2012)
- The Van (2014)

### Közreműködések
- Into the K-League (2010) / 4. Again
- Found Tracks Vol.1 (2010) / 9.Destruction
- `명불허전` 김광석 다시듣기 (2011) / 8. 서른 즈음에
- 오렌지 레볼루션 페스티벌 Part 4 (2012) / 2. Oh Right! 4.(Inst.)
- 오렌지 레볼루션 페스티벌 (2012) / 6. Oh Right!
- 힐링이 필요해 - 이별 그리움 (2013) / 17. 눈사람
- 숨∞ 세 번째 (Greenplugged Omnibus Album) (2013) / 6. Golden Week

## Díjak és jelölések
Korean Music Awards:
- 2011: Az év rockalbuma – Yellow Monsters (jelölve)
- 2011: Az év rockdala – ??? (jelölve)
- 2012: Az év rockalbuma – Riot! (jelölve)[1]
- 2012: Az év rockdala – Riot! (jelölve)[1]
- 2014: Az év zenésze – Yellow Monsters (jelölve)[2]
- 2014: Az év rockalbuma – Red Flag (megnyerte)[3]
- 2014: Az év rockdala – Red Flag (megnyerte)[3]